# NGC 1324
NGC 1324 (również PGC 12772) – galaktyka spiralna (Sb), znajdująca się w gwiazdozbiorze Erydanu. Odkrył ją William Herschel 5 października 1785 roku.